# La sirga
Pour plus de détails, voir Fiche technique et Distribution.
La sirga est un film colombo-franco-mexicain écrit et réalisé par William Vega, sorti en 2012, au Festival de Cannes (Quinzaine des réalisateurs).

## Fiche technique
- Titre original : La sirga
- Réalisation : William Vega
- Scénario : William Vega
- Direction artistique :
- Photographie : Sofía Oggioni
- Son : César Salazar, Miller Castro et Miguel Hernández
- Montage : Miguel Schverdfinger
- Musique :
- Production : Oscar Ruiz Navia, Diana María Bustamante Escobar, Issan Guerra, Edgar San Juan, Sebastian Sanchez et Thierry Lenouvel
- Sociétés de production : Contravía Films, Burning Blue, Film Tank, Cinesud Promotion, Tiburón Filmes
- Distribution :  Zootrope Films
- Budget :
- Pays d'origine :  Colombie /  France /  Mexique
- Langue : espagnol
- Format : couleur - 35mm - 2.35:1
- Genre : drame
- Durée : 1h 34
- Dates de sortie : 
  - France : 19 mai 2012 (Festival de Cannes, Quinzaine des réalisateurs ) / 24 avril 2013 (sortie nationale)

## Distribution
- Joghis Seudin Arias
- David Fernando Guacas
- Julio César Roble
- Heraldo Romero
- Floralba Achicanoy

## Accueil

### Accueil critique
En France, l'accueil critique est positif : le site Allociné recense une moyenne des critiques presse de 3,4/5, et des critiques spectateurs à 3,0/5. 

## Distinctions

### Récompenses
- 2012 : Meilleur film à Cinélatino.
- 2012 : Grand Prix à International Film Festival Bratislava

### Nominations
- 1 nomination